# Fotbollsföräldrar
Fotbollsföräldrar (nederländska: Voetbalouders) är en nederländsk sport- och komediserie som hade premiär på Netflix den 16 maj 2025.

## Handling
Serien handlar om en grupp föräldrar som lägger sig i sina barns fotbollskarriärer.

## Rollista (i urval)
- Ilse Warringa
- Eva van Gessel
- Mariana Aparicio